# Français de Jersey
Ne doit pas être confondu avec Jersiais.

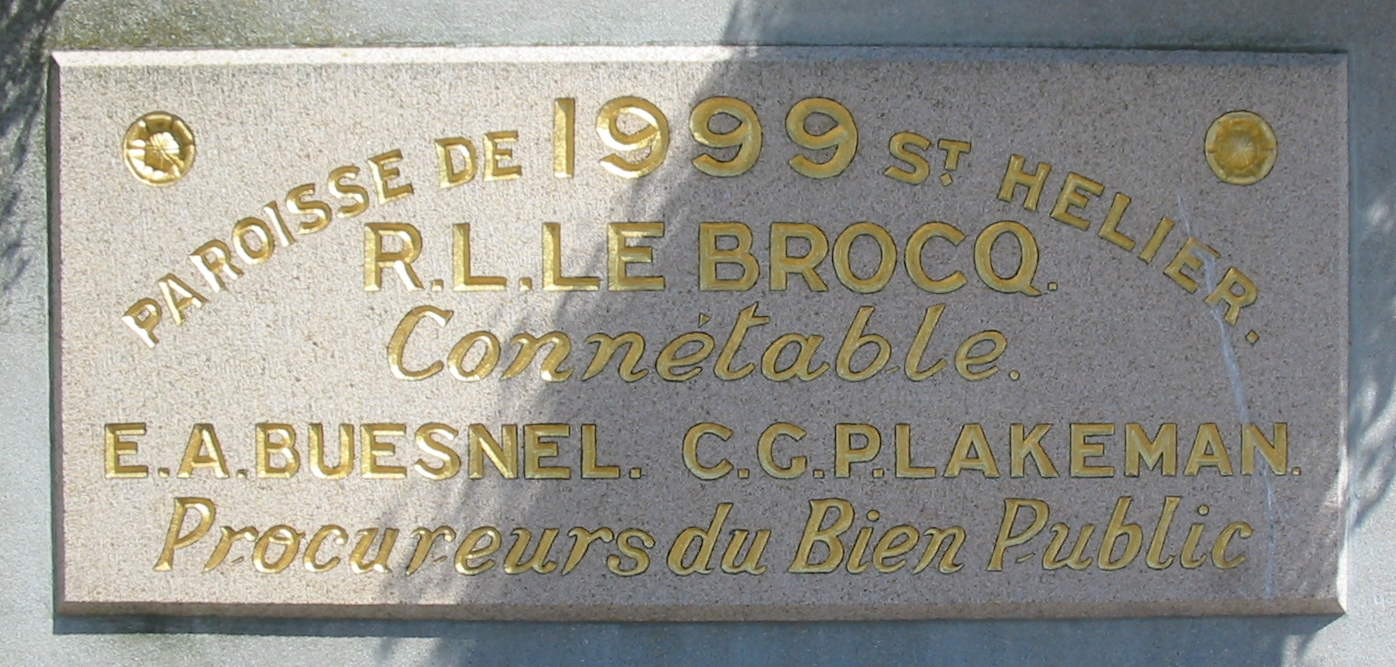
Pierre officielle marquant l'inauguration d'un bureau municipal de la paroisse de Saint-Hélier (1999).

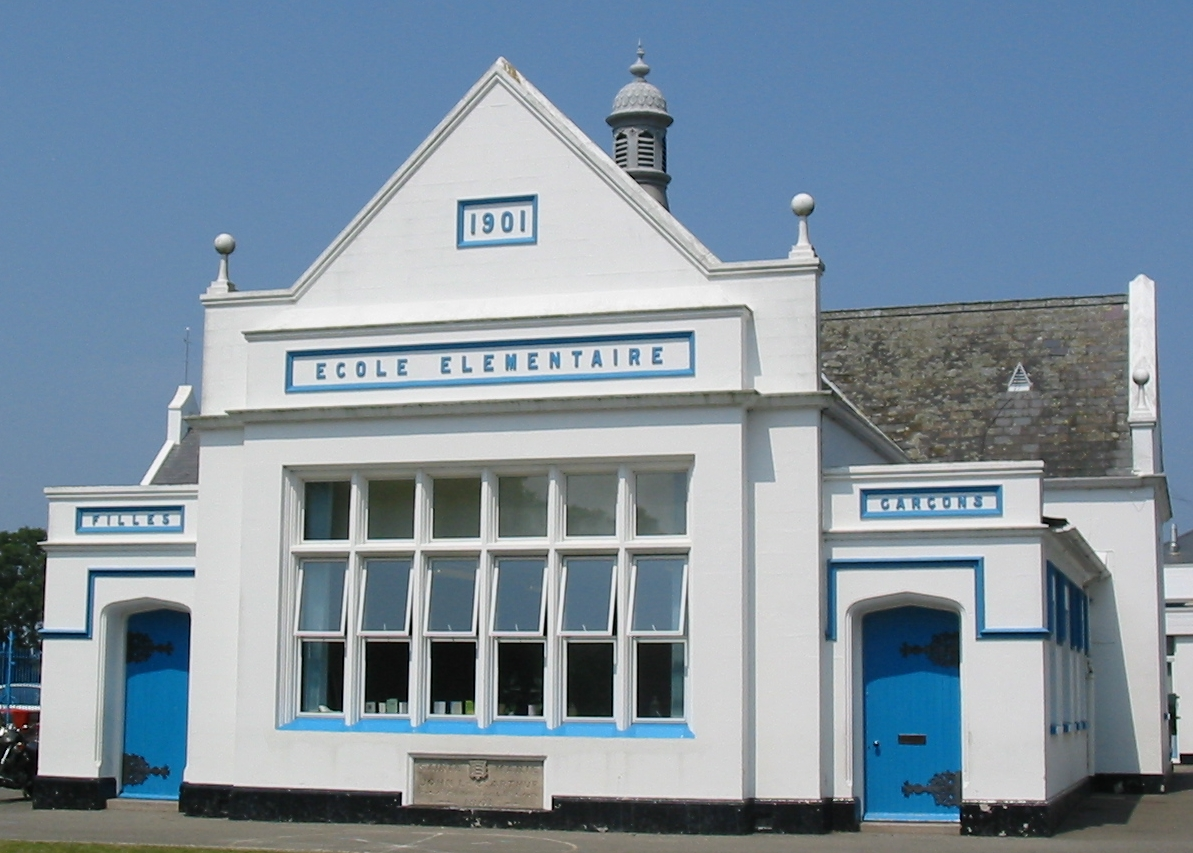
École élémentaire à Jersey.

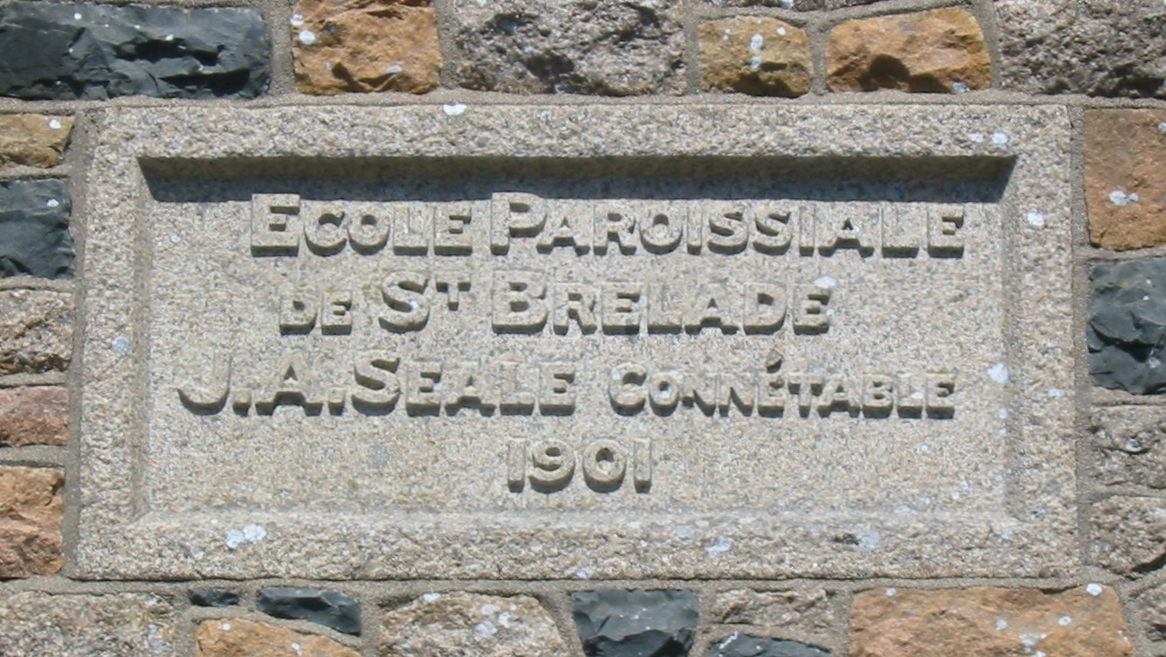
École paroissiale à Jersey.

Le français de Jersey est une variante de la langue française utilisée à Jersey en tant que langue administrative. Depuis l'anglicisation de l'île (en raison de l'immigration de citoyens britanniques), il s'agit d'une langue écrite pour les lois, les actes, les contrats et d'autres documents officiels. 
Le français demeure une des deux langues officielles de Jersey avec l'anglais. Les États de Jersey font partie de l'Assemblée parlementaire de la Francophonie. La langue anglaise est permise aux débats parlementaires depuis le 2 février 1900 ; l'usage actuel du français au Parlement est formel (prières, cérémonies, formules et actes officiels).
Il ne faut pas confondre le français de Jersey et la langue jersiaise, variété de langue normande.
Le français de Jersey se différencie peu de celui de France. Il se caractérise par quelques termes particuliers de l'administration jersiaise et quelques expressions venues du normand.

## Enseignement
Dans les écoles, le français est enseigné comme langue seconde dans tous les établissements d’enseignement. 
À Jersey, depuis 1991, un cours de langue française intitulé Salut Jersey est enseigné dans toutes les écoles primaires à partir de huit ans. L'étude du français se poursuit au lycée à raison de 10 % de l'horaire scolaire. À l'âge de 16 ans, la plupart des élèves passent et réussissent le « certificat général de l'Éducation secondaire » en français ; quelque 16 % des élèves qui suivent un cours plus approfondi jusqu'à 18 ans étudient le français. Depuis quelques années, il est possible d'enseigner, sur une base facultative, le jersiais dans les écoles primaires de l'île, même dans les écoles secondaires (quelque 200 enfants apprennent le jersiais en plus du français).

## Liste de particularités

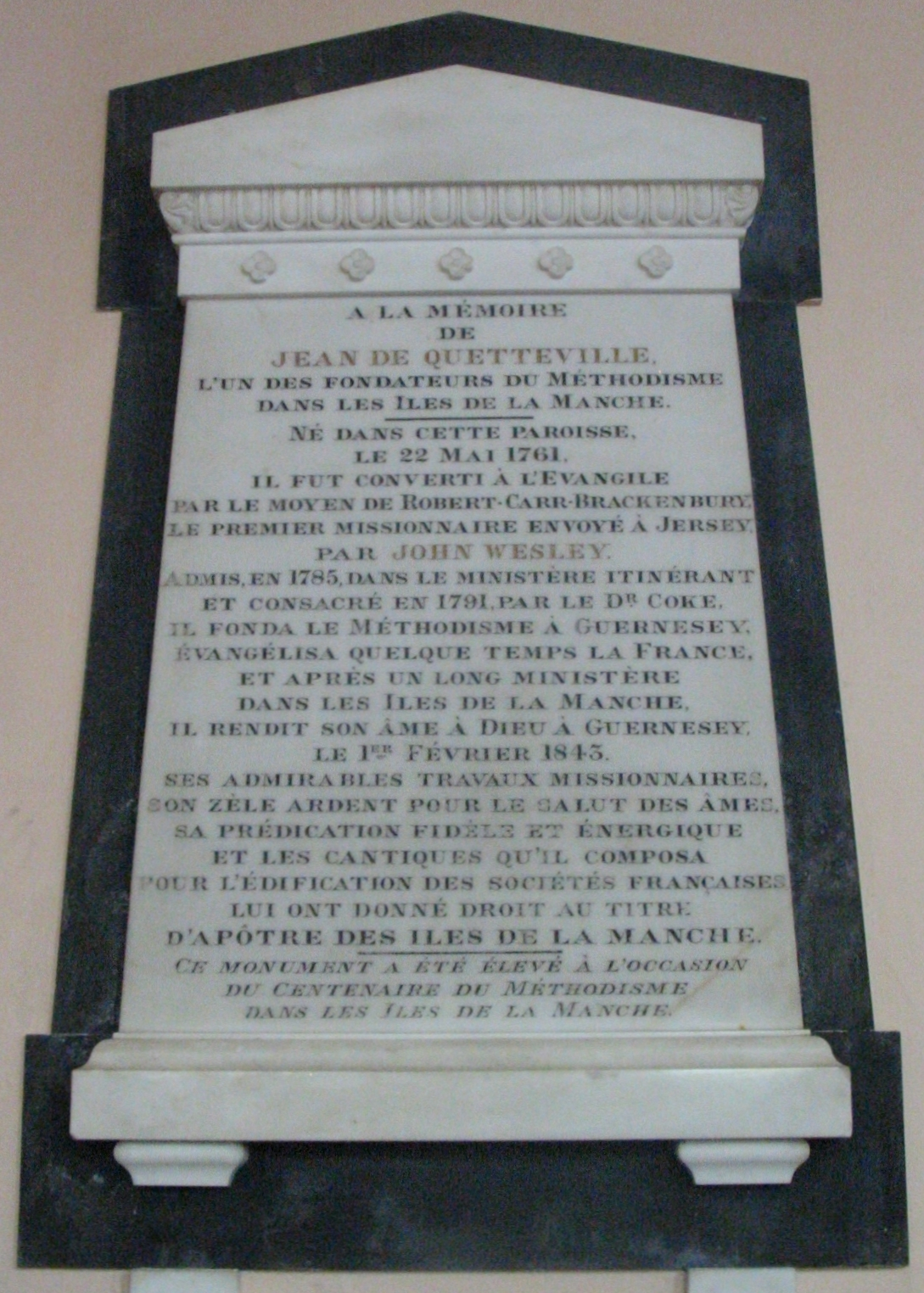
Exemple de l'usage Îles de la Manche

L'appellation autochtone de l'archipel est « îles de la Manche » — « îles anglo-normandes » est une invention assez récente en français de France.
Cette langue se sert des nombres « septante » et « nonante » (à comparer l'usage de nénante en jersiais).
Les noms des jours et des mois s'écrivent d'habitude en majuscules.

### Finances
- barguin : affaire (moyen âge, barguin ou bargouin, même origine que barguigner = marchander)
- chelin : shilling
- en désastre : en banqueroute
- impôts : droits de régie
- principal : contribuable du rât
- quartier : unité de valeur de propriété foncière
- rât paroissial : taxe foncière
- taxe sur le revenu : impôt sur le revenu
- taxer le rât : voter la taxe foncière lors d'une Assemblée de paroisse

### Agriculture
- bannelais : détritus provenant du nettoyage des routes qui sert d'engrais
- charrière : passage entre les rochers pour la coupe de varech
- fossé : haie
- hèche : barrière
- heurif : tôt (par exemple, des pommes-de-terre heurives)
- vraic : varech

### Administration

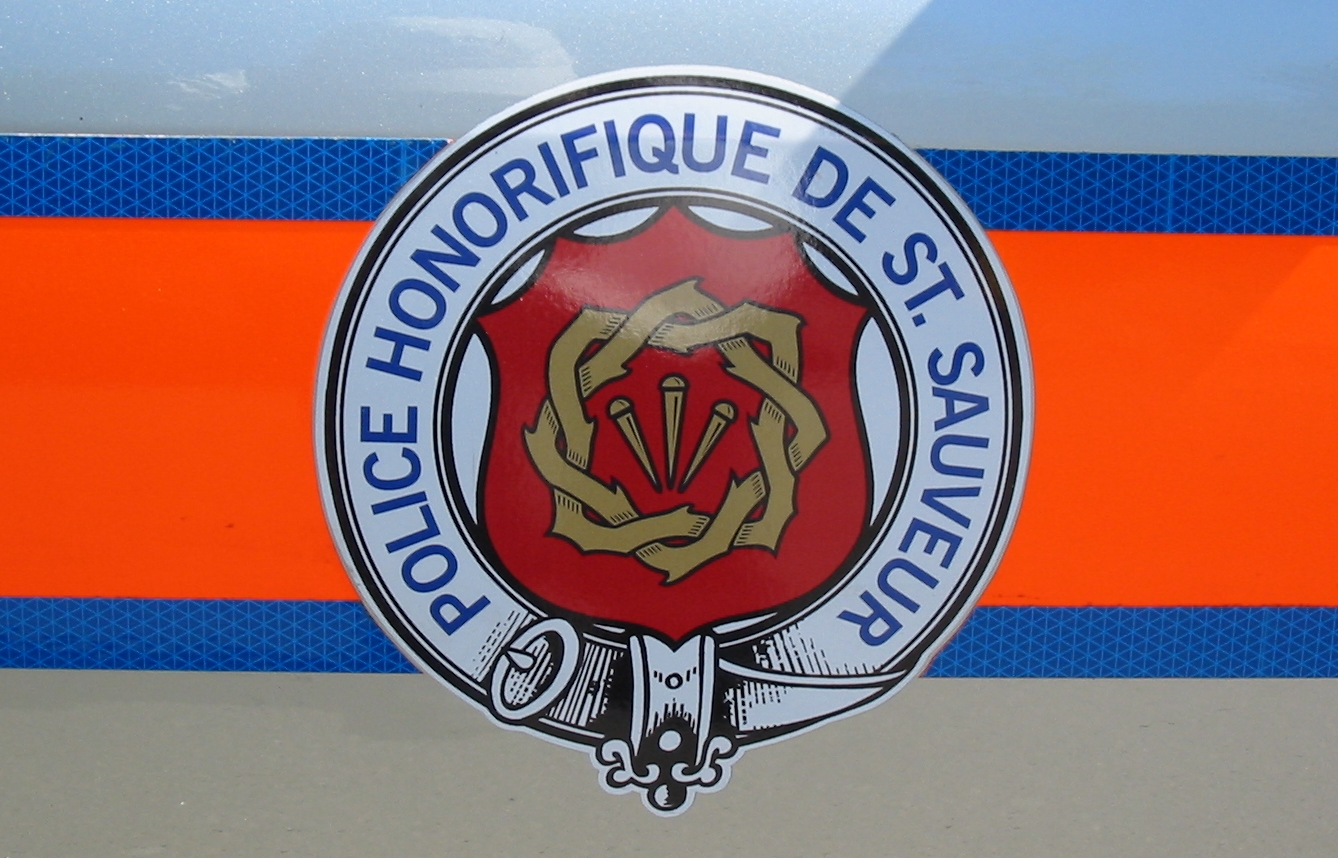
Détail d'une voiture de la Police Honorifique de la paroisse de Saint-Sauveur (remarquer St. Sauveur sans trait d'union)

- Centenier : officier de la Police Honorifique
- Chef de Police : Centenier supérieur d'une paroisse
- Connétable : chef municipal de la paroisse (maire)
- Député-Bailli : bailli adjoint
- écrivain : notaire
- Juré-Justicier : juge
- levée de corps : enquête judiciaire
- lier à la paix : relâcher sous condition
- loger au Greffe : déposer (un projet de loi)
- mandataire : représentant d'une société ayant droit de vote aux assemblées électorales
- messire : sir (par exemple, le Bailli actuel de Jersey est Messire Philip Bailhache membre de l'Assemblée parlementaire de la Francophonie.)
- perquage : chemin de sanctuaire

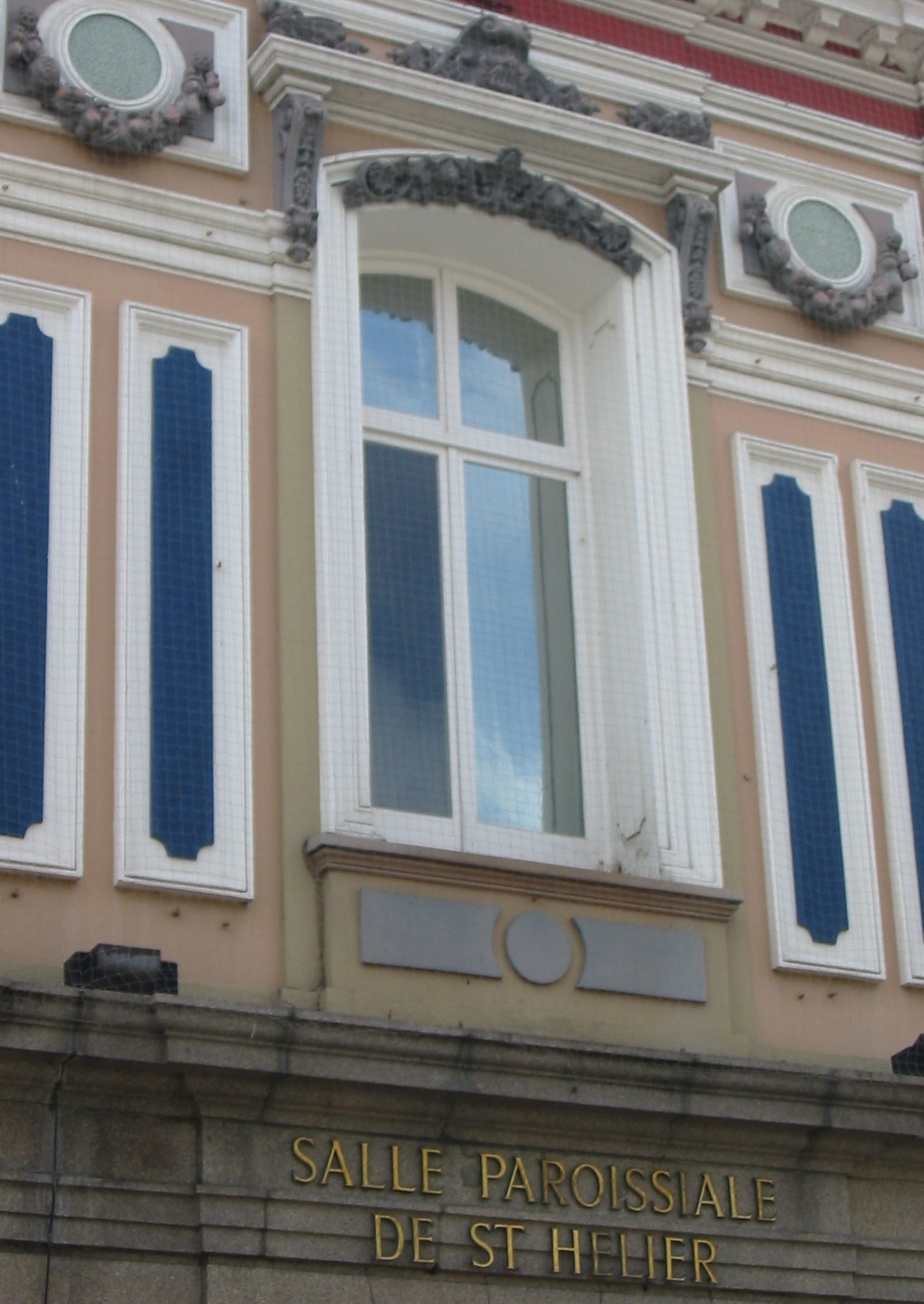
La salle paroissiale est le siège de l'administration municipale

- Procureur du Bien Public : représentant élu d'une paroisse pour les affaires financières et judiciaires
- rapporteur : porte-parole
- Visite du branchage : inspection municipale de la voirie
- Visite Royale : inspection municipale par la Cour Royale
- vingtaine : division administrative d'une paroisse (sauf à Saint-Ouën qui est divisé en cueillettes)
- Vingtenier : officier de la Police Honorifique
- voyeur : témoin assermenté

### Propriété foncière
- bail à fin d'héritage : vente (de propriété foncière)
- bail à termage : bail (de propriété foncière)
- becquet de terre : champ de terre
- borne : borne (établie)
- côtière : côté d'un édifice où le mur n'est pas en pignon
- côtil : enclos de terre en pente soit labourable soit en friche
- icelle borne : ladite borne
- issues : lisière de terre au pourportant d'une route
- lisière : bande de terrain
- pierre ou devise : borne (à établir)
- au pourportant : de la même étendue (limites de propriété foncière)
- relief : petite bordure au-delà d'un mur ou fossé qui appartient au propriétaire de celui-ci

## L'influence du français de Jersey

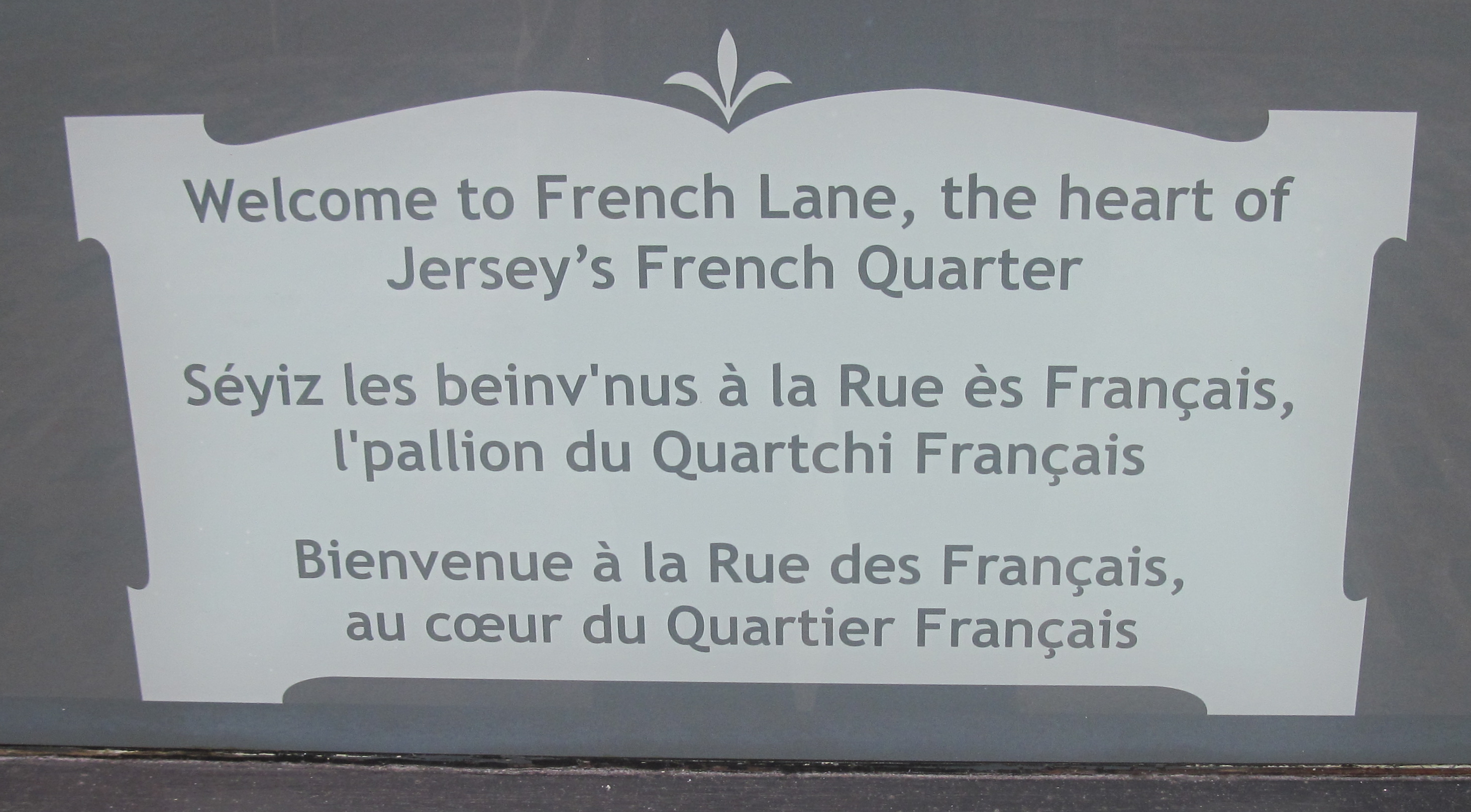
Panneau signalant le quartier français de Saint-Hélier en trois langues.

L'anglais de Jersey a été influencé par le français administratif et se sert couramment de mots tels que rapporteur, en défaut, en désastre, au greffe, greffier, bâtonnier, mandataire, autorisé, vraic, côtil, temps passé, vin d'honneur.

### Sources et bibliographie
- code de langue IETF : fr-je
- Traité du droit coutumier de l'île de Jersey, Charles Sydney Le Gros, Jersey, 1943.
- Parlers et traditions populaires de Normandie, no 63, Saint-Lô, 1984.
- (en) A Glossary for the Historian of Jersey, C. N. Aubin, Jersey, 1997.